# رابرت کاتن مانی
رابرت کاتن مانی (انگلیسی: Robert Cotton Money; ۲۱ ژوئیهٔ ۱۸۸۸ – ۱۶ آوریل ۱۹۸۵) فرد نظامی اهل بریتانیا بود. وی همچنین برندهٔ جوایزی همچون صلیب نظامی شده‌است.